# Lymantriades viridoculata
Lymantriades viridoculata är en fjärilsart som beskrevs av Holloway 1976. Lymantriades viridoculata ingår i släktet Lymantriades och familjen tofsspinnare. Inga underarter finns listade i Catalogue of Life.